# Miroslav Kadlec
Miroslav Kadlec (22 de junio de 1964) es un exfutbolista checo, jugó tanto para las selecciones de Checoslovaquia como la de República Checa, sus mayores éxitos llegaron jugando para el Kaiserslautern. Se desempeñaba como defensa.
Su hijo Michal Kadlec también es futbolista y actualmente juega en el AC Sparta Praga.

## Clubes
| Club                    | País            | Año         |
| ----------------------- | --------------- | ----------- |
| FC Vítkovice            | Checoslovaquia  | 1983 - 1984 |
| FK Union Cheb           | Checoslovaquia  | 1984 - 1986 |
| FC Vítkovice            | Checoslovaquia  | 1986 - 1990 |
| 1. FC Kaiserslautern    | Alemania        | 1990 - 1998 |
| Fotbalový Klub Drnovice | República Checa | 1998 - 2001 |
| 1. FC Brno              | República Checa | 2001 - 2002 |

## Palmarés
1. FC Kaiserslautern
- Bundesliga: 1990-91, 1997-98
- Copa de Alemania: 1996